# Дексамен Хіоський
Дексамен — видатний давньогрецький майстер-різьбьяр V ст. до н. е. Найбільш відомий майстер виконання гліптики.

## Життєпис
Народився на острові Хіос. Стосовно подій його життя майже немає відомостей. Спочатку він працював на батьківщині, потім перебрався до Афін, деякий час мешкав у Пантікапеї. Дексамен створив свій особистий яскравий стиль. Школа гліптики, заснована Дексаменом, відігравала довгі роки провідну роль у різьбленні по дорогоцінному камінню. Розквіт діяльності Дексамен припав на 450—420 роки до н. е.

## Стиль Дексамена
В істориків мистецтва склалася традиція приписувати все найкраще Дексаменові. Втім його відрізняв своєрідний спосіб роботи з дорогоцінним камінням. Дексамен мав рідкісне відчуття краси, бездоганної пропорції, витонченого малюнку, виконував ледь вловимі градації рельєфу. Найулюбленіший матеріал — пістрявокольорна яшма.
Дексамен виконував здебільшого тварин, птахів, людей. Усі фігури лаконічні, чіткі, зображення одно-фігурні, їх відрізняє наявність простору.

## Роботи
З підписом Дексамена збереглося лише 4 гемми:
- Дівчини Мікі із служницею. Халцедон. Музей Кембриджа (Велика Британія).
- Портрет немолодого бородатого чоловіка. Музей образотворчого мистецтва (Бостон, США).
- Птах, коник, очеретяні чагарники. Ермітаж.
- Печатка з геммою. Чапля, що летить. Блакитний халцедон. Ермітаж.

Втім за стилем виявили ще роботи Дексамена:
- Арфістка. Гірський кришталь.
- Голова молодика. Гірський кришталь.
- Грифон нападає на коня. Халцедон.
- Чапля, що стоїть. Халцедон.
- Купальниця. Сердолік.
- Арфіст. Агат.
- Атлет. Агат.
- Чапля, що стоїть. Агат.
- Качки у польоті. Агат.
- Грифон. Агат.
- Кінь, який біжить. Жовто-коричнева яшма.
- Хіоська амфора. Жовто-коричнева яшма.
- Арфіст. Знебарвлені камені.
- Коник. Знебарвлені камені.
- Орел, що несе в кігтях лань. Знебарвлені камені.

Крім того, знайдено ще 7 каменів, які ймовірно належали до школи Дексамена Хіоського.